# 欣达市镇
欣达市镇（瑞典語：Kinda kommun）是瑞典东南部东约特兰省的一个市镇。其治所位于Kisa，约有4,000名居民。